# Jules Hériot de Vroil
Jules Marie Hériot de Vroil est un économiste français né à Reims le 13 septembre 1820 et mort à Paris le 26 décembre 1893. Il repose à Courcy (Marne).

## Un grand notable champenois
Son père Henry Hériot de Vroil  (1785-1855) exerça les fonctions de maire de Bettancourt-la-Longue de 1813 à 1815. Durant les premières années de la Restauration, il fut chevau-léger de la garde du Roi puis lieutenant de dragons, avant de devenir maire de Courcy (Marne) de 1822 à 1830. Il rédigea des souvenirs qui furent publiés par son petit-fils Alban sous le titre de Mémoires d'un officier de la garde royale (Paris, Champion, 1904).  Il avait contracté à Reims le 15 février 1817 une brillante alliance matrimoniale avec la fille du vicomte Irénée Ruinart de Brimont, maire de Reims et député de la Marne. En contractant ce mariage, il fait entrer le château de Courcy que les Ruinart avaient acheté à la famille Lespagnol dans ses biens.
Issu de cette union, Jules Hériot de Vroil fut lui aussi  un notable local solidement enraciné. Aristocrate aisé, il épousa en 1847 Charlotte-Hélène-Adélaïde Parent-Duchâtelet, fille du célèbre médecin hygiéniste  Alexandre Parent-Duchâtelet, et en eut huit enfants. Propriétaire du château de Rocquincourt à Courcy, il fut longtemps maire de cette commune.

## Un intellectuel passionné d'économie
Après des études de droit qui lui permirent de devenir avocat, Jules Hériot de Vroil fut également un intellectuel et érudit de quelque valeur, et l'auteur de plusieurs publications consacrées à l'économie politique et l'agronomie.
Membre de la Société des économistes et collaborateur du Journal des économistes, il est l'un des contributeurs du Dictionnaire de l'économie politique dirigé par Charles Coquelin (Paris, Guillaumin, 1854, 2 volumes). Sa signature y voisine avec celles de la fine fleur des penseurs libéraux de son temps, notamment Adolphe Blanqui, Michel Chevalier, Alexandre Moreau de Jonnès et Horace Say.
Membre correspondant de l’Académie nationale de Reims de 1845 à sa mort, il participa régulièrement à ses travaux et fut lauréat du concours organisé par cette société savante en 1870.
Il fut enfin un bibliophile distingué. Sa bibliothèque de Rocquincourt échut à son fils Alban, qui l'enrichit encore.

## Publications
- Aperçu de la situation économique de la Suisse (Paris, bureau du Journal des économistes, 1846)
- Fermes-écoles, fermes expérimentales, fermes modèles (Paris, Guillaumin, 1852)
- Étude sur Clicquot-Blervache, économiste du XVIIIe siècle (Paris, Guillaumin, 1870, LX-427 p.)
- Étude historique sur Louis-Jean Lévesque de Pouilly, lieutenant des habitants de la ville de Reims, né en 1691 (Paris, Menu, 1878)
- Une étude sur Michel Le Tellier (jésuite) (non répertoriée sur le Catalogue collectif de France)